# Woldstedtius flavolineatus
Woldstedtius flavolineatus är en stekelart som först beskrevs av Johann Ludwig Christian Gravenhorst 1829.  Woldstedtius flavolineatus ingår i släktet Woldstedtius och familjen brokparasitsteklar. Arten är reproducerande i Sverige.

## Underarter
Arten delas in i följande underarter:
- W. f. kuroashii
- W. f. nigroscutellatus